# Othello (téléfilm, 1979)
Pour les articles homonymes, voir Othello.
Pour plus de détails, voir Fiche technique et Distribution.
Othello est un téléfilm français réalisé par Yves-André Hubert, et diffusé à la télévision le 3 mars 1979.

## Fiche technique
- Titre original : Othello
- Pays d'origine :  France
- Année : 1979
- Réalisation : Yves-André Hubert
- Scénario : Thierry Maulnier (Adaptation française)
- Histoire : William Shakespeare, d'après sa pièce éponyme
- Langue : français
- Format : Couleur – 1,33:1 – Mono
- Genre : Drame
- Durée :
- Dates de sortie : 
  -  France : 3 mars 1979

## Distribution
- Roger Hanin : Othello
- Michel Duchaussoy : Iago
- Patricia Lesieur : Desdémone
- Jean-Paul Solal : Cassio
- Yves Soucasse : Roderigo
- Odile Mallet : Emilia
- Jean Davy : Brabantio
- Jacques Ardouin : Duc de Venise
- Gérard Cœurdevey : Gratiano